# Талдом
Талдом (рус. Талдом) град је у Русији у Московској области.

## Становништво
| 1939. | 1959.  | 1970.  | 1979.  | 1989.  | 2002.  | 2010.  |
| ----- | ------ | ------ | ------ | ------ | ------ | ------ |
| 9.900 | 10.368 | 11.876 | 13.086 | 14.410 | 13.334 | 13.819 |